# Speiranta konwaliowata
Speiranta konwaliowata (Speirantha gardenii R.Br.) – gatunek rośliny z monotypowego rodzaju speiranta (Speirantha Baker) z rodziny szparagowatych. Występuje endemicznie w południowo-wschodnich Chinach. 
Nazwa naukowa rodzaju pochodzi od greckich słów σπείρα (speira – spirala) i άνθος (anthos – kwiat), odnosząc się do kwiatostanu. Epitet gatunkowy honoruje Alexandra Gardena, anglo-amerykańskiego botanika.

## Morfologia

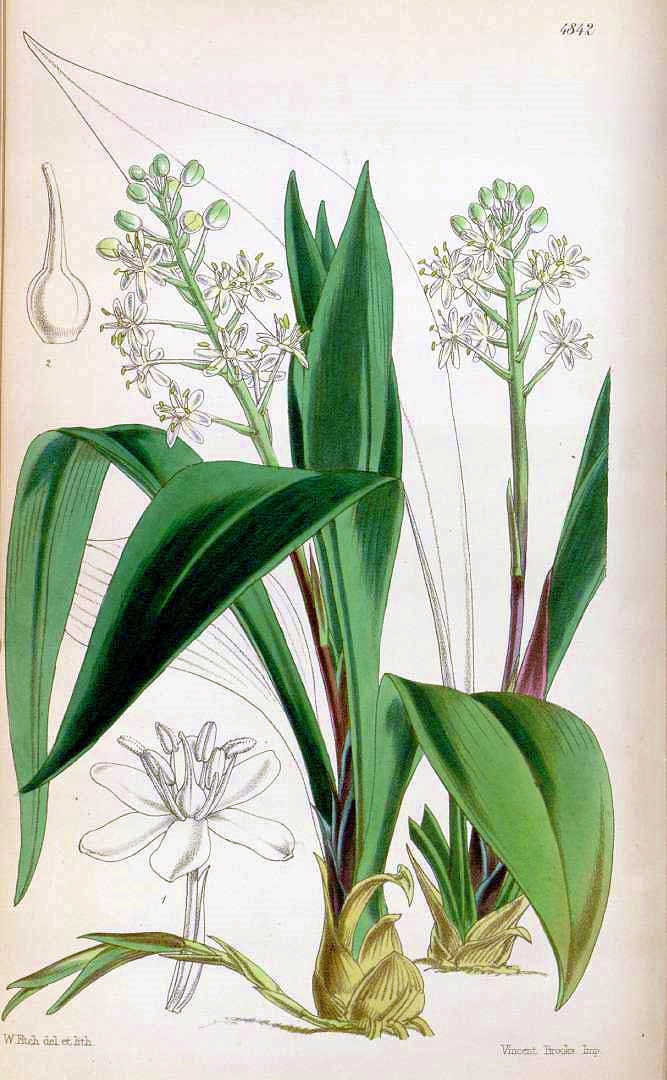

PokrójWieloletnie rośliny zielne.
PędyNiemal podnoszące się, grube, okrągłe na przekroju kłącze o długości 2–12 cm lub dłuższe i średnicy 3–15 mm, z pełzającymi, długimi i smukłymi rozłogami.
LiścieOd 4 do 8 odziomkowych liści, zebranych w luźną różyczkę liściową, o blaszce wąsko eliptycznej do eliptyczno-odwrotnie lancetowatej, stopniowo zwężającej się do nasady, i ostrym wierzchołku, o wymiarach 7–15×3–5 cm.
KwiatyZebrane od 12 do 18 w wierzchołkowe grono o długości 4–6 cm i średnicy 2,5–4 cm, wyrastające z pachwin liściowych na niemal wzniesionym, nagim głąbiku o wysokości 13–20 cm. Wsparte półbłoniastymi, białymi lub niekiedy nabiegłymi czerwonawo przysadkami, krótszymi od szypułki. Szypułki członowane wierzchołkowo, długości 0,7–1,7 cm. Sześć wolnych listków okwiatu, rozpostartych, lancetowatych, o wymiarach 4–6×1,5–2,4 mm, białych. Sześć pręcików o długości 3–5 mm, osadzonych u nasady listków okwiatu, o nitkowatych nitkach długości ok. 3 mm i eliptycznych, obrotnych pylnikach długości ok. 2 mm. Zalążnia górna, jajowato-kulistawa, wielkości ok. 2 mm, trójkomorowa, z 3–4 zalążkami w każdej komorze. Szyjka słupka smukła, długości ok. 2 mm, zwieńczona drobnym, trójbruzdowanym znamieniem.
OwoceNiemal kulistawe jagody o średnicy ok. 5 mm.

## Biologia i ekologia
RozwójKwitną od maja do czerwca, owocują w lipcu.
SiedliskoLasy liściaste, zbocza wzgórz wzdłuż dolin lub strumieni, na wysokości 600–900 m n.p.m.
Cechy fitochemiczneW roślinach obecnych jest pięć kardenolidów, z których 42% stanowi rodeksyna A, 31% lokundjozyd i poniżej 4% glikozyd digitoksygeniny, periploramnozyd i glukozyd peryplogeniny. Z kłącza wyizolowano dwie saponiny steroidowe z grupy glukopiranozydów.
GenetykaLiczba chromosomów 2n = 38. Kariotyp składa się z 22 chromosomów metacentrycznych, 6 chromosomów submetacentrycznych i 10 chromosomów subtelocentrycznych.

## Systematyka
Pozycja systematycznaRodzaj speiranta należy do plemienia Convallarieae  w podrodzinie Nolinoideae rodziny szparagowatych Asparagaceae. Stanowi klad siostrzany rodzajów Rohdea, Reineckea i konwalia.

## Znaczenie użytkowe
Gatunek uprawiany jako roślina ozdobna. Preferuje stanowiska półcieniste, wilgotne, średnio żyzne. W Polsce może nie być mrozoodporna (strefy mrozoodporności: 8–10).